# São Tomé
São Tomé è la capitale dello stato africano di São Tomé e Príncipe e con i suoi 80 099 abitanti è la città più popolosa dello stato nonché capoluogo del distretto di Água Grande. È una delle più antiche capitali africane d'origine coloniale ed è caratterizzata da decadenti edifici coloniali portoghesi e da parchi e giardini.

## Geografia
La città si affaccia sulla baia Ana Chaves, nella parte nord-orientale dell'isola omonima.

## Storia
São Tomé fu fondata dal portoghese Álvaro Caminha nel 1493. Inizialmente la colonia, sorta per la produzione di canna da zucchero, fu popolata da duemila bambini ebrei provenienti dal Portogallo e da migliaia di schiavi provenienti dal continente africano. Per proteggere l'insediamento dagli attacchi nemici, i portoghesi costruirono nel 1566 un forte intitolato a San Sebastiano. Il 9 luglio 1595 la città fu conquistata da un gruppo di schiavi guidati da Rei Amador. Quattro anni dopo São Tomé fu occupata per due giorni dagli olandesi. Nel 1641 la città fu nuovamente conquistata dagli olandesi che ne mantennero il possesso per un anno. Dal 1975 è la capitale di São Tomé e Príncipe indipendente.

## Monumenti e luoghi d'interesse
- Cattedrale di Nostra Signora della Grazia, principale edificio di culto della città;
- Palazzo Presidenziale, costruito nel XIX secolo in stile neoclassico come residenza del governatore coloniale, è dal 1975 la dimora del presidente di São Tomé e Príncipe.
- Forte di São Sebastião costruito nel 1575 e che oggi ospita il Museo Nazionale di São Tomé.

## Società

### Religione
La città è sede della diocesi di São Tomé e Príncipe, istituita il 3 novembre 1534 ed immediatamente soggetta alla Santa Sede.

## Cultura

### Istruzione

#### Biblioteche
- Biblioteca Nazionale di São Tomé e Príncipe

#### Musei
- Museo Nazionale di São Tomé e Príncipe, ospitato nel forte di São Sebastião.

#### Università
- Università di São Tomé e Príncipe, fondata nel 2016.

## Infrastrutture e trasporti

### Aeroporti
L'aeroporto di São Tomé, situato a 5 km a nord della città lungo la costa, è l'unico scalo aereo internazionale del piccolo paese africano. Vi decollano voli regolari per i vicini paesi africani e per l'Europa.

### Porti
Il porto di São Tomé è situato nell'estremità est della baia di Ana Chaves ed è il principale del paese. Offre un servizio traghetti con l'isola di Príncipe oltre a collegamenti marittimi con il Gabon ed il Camerun.